# Valses nobles et sentimentales
Valses nobles et sentimentales (franz.: Edle und gefühlvolle Walzer) ist ein Klavierwerk des französischen Komponisten Maurice Ravel. Die Suite, bestehend aus acht Walzern, wurde 1911 für Klavier veröffentlicht, eine Version für Orchester folgte 1912. Das Werk ist dem französischen Pianisten und Komponisten Louis Aubert gewidmet, der es am 9. Mai 1911 in Paris uraufführte.
Wie schon bei Ravels frühen Werk Jeux d’eau erfolgte die Veröffentlichung mit einem Zitat des Poeten Henri de Régnier: „ […] le plaisir délicieux et toujours nouveau d'une occupation inutile“ (übersetzt etwa: Das köstliche und immer neue Vergnügen einer nutzlosen Tätigkeit).

## Entstehung
Die Idee für eine Suite aus Walzern griff Ravel von Franz Schubert auf, der allerdings zwei Gruppen aus Valses nobles und Valses sentimentales komponierte. Obwohl Ravel mit den Arbeiten an seinem orchestralen Werk La Valse bereits 1906 begonnen hatte, wurde dieses erst im Jahr 1919 veröffentlicht. Die Suite Valses nobles et sentimentales gibt damit einen Vorgeschmack auf Ravels Liebe zum Genre des Wiener Walzers und vor allem seine charakteristische Tonsprache. So wurden viele Motive der Suite auch in der fertigen Version von La Valse aufgegriffen. Nach seinem hoch virtuosen Klavierwerk Gaspard de la nuit wollte der Komponist mit den Valses einen orchestralen Klang erschaffen, der mehr durch Klarheit und Transparenz als durch Virtuosität besticht. Dennoch hielt Ravel die Valses nobles et sentimentales für eines seiner am schwierigsten zu interpretierenden Werke.
Die Uraufführung 1911 durch Louis Aubert im Salle Gaveau erfolgte im Rahmen einer Veranstaltung der Société musicale indépendante, bei der verschiedene Werke vorgestellt wurden, dessen Komponisten dem Publikum zunächst nicht bekannt waren. Dadurch sollte jedem Künstler eine unbefangene Beurteilung ermöglicht werden. Aufgrund ihrer Dissonanzen und gewagten Harmonik sorgten die Valses nobles et sentimentales allerdings für wenig Begeisterung beim Publikum. Es kam zu einigen Zwischenrufen, teilweise wurde das Werk sogar für eine Parodie gehalten.
Bei der anschließenden Abstimmung, um welchen Komponisten es sich handeln könnte, fielen unter anderem Namen wie Erik Satie und Charles Koechlin. Die knappe Mehrheit kam allerdings zu dem Entschluss, dass es sich um ein Werk Ravels handeln müsse.

## Struktur
Das Werk besteht aus sieben Walzern mit eigenständigen Themen und einem Epilog, der, neben einem wiederkehrenden Hauptthema, die voranstehenden Walzer verarbeitet. Sämtliche Stücke sind der Gattung des Wiener Walzers zuzuordnen und folglich im ¾-Takt notiert. Wie bei Ravel üblich, beinhaltet der Text zahlreiche Vortragsanweisungen.
Durch die flüssigen Übergänge der Walzer und die einrahmende Funktion des Epilogs ist die Suite nicht trennbar. Damit ist eine selektive Darbietung einzelner Walzer ausgeschlossen.
Eine typische Einspielung der Valses nobles et sentimentales dauert ca. 15 Minuten.

### 1. Modéré – très franc, G-Dur (franz.:Gemäßigt – sehr frei / offen)

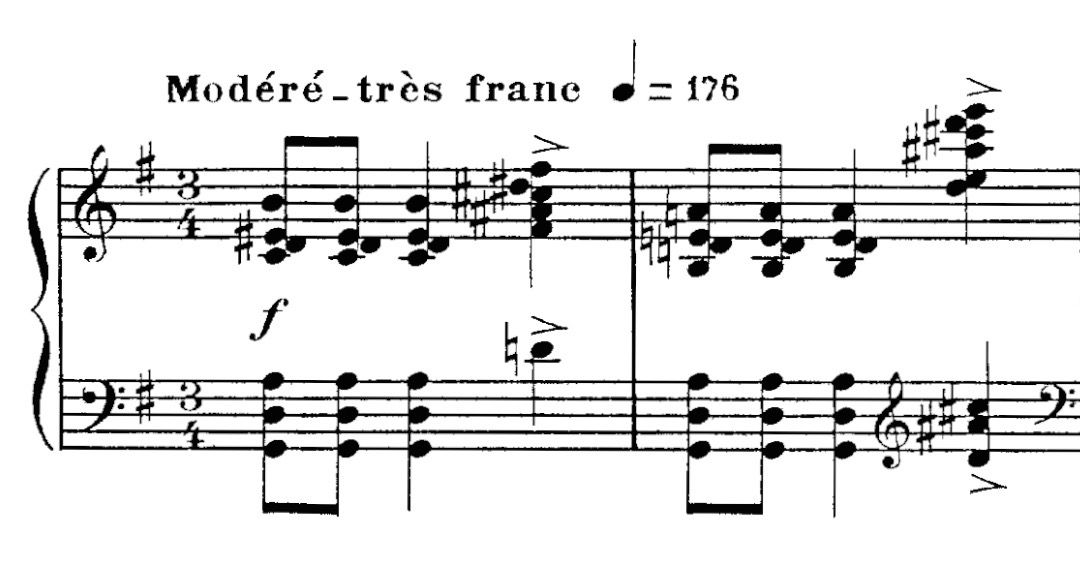
Walzer I (Hauptthema)

Die Suite eröffnet mit einem eleganten und modernen Walzer. Schon die ersten zwei Takte kündigen an, wie wenig Ravels Verständnis von Harmonielehre mit dem Schuberts übereinstimmt. Anders als bei einem klassischen Wiener Walzer üblich, legte Ravel hier die Betonung nicht auf den ersten, sondern den dritten Schlag. Kombiniert mit der starken Dissonanz dieser Akkorde, wird eine völlig ungewohnte und moderne Idee des Walzers übermittelt.
Dieser Walzer lässt sich thematisch in das Schema A-B-A gliedern.
Der erste Teil des Stückes ist geprägt von Eleganz und Vitalität, mit Vortragsbezeichnungen, die bis zum fortissimo reichen.
Der Mittelteil stellt ein Spiel zwischen crescendo und diminuendo dar. Eine ruhige geheimnisvolle Stimmung wird entwickelt, nur um von dem dissonanten Hauptthema durchbrochen zu werden.
Der Walzer schließt mit einer thematischen Wiederholung der Einführung.
An diesem ersten Walzer lässt sich besonders gut veranschaulichen, dass Ravel (anders als Schubert) die Walzer nicht eindeutig in die Kategorien „noble“ oder „sentimentale“ einordnen wollte. Vielmehr werden beide Elemente miteinander verknüpft.
Schwierigkeiten des Stückes liegen unter anderem in weiten Sprüngen,  großen Griffen für die rechte Hand, bei denen der Daumen zwei Tasten gleichzeitig anschlägt und all das in einem zügigen Tempo.

### 2. Assez lent – avec une expression intense, g-Moll (franz.:Ziemlich langsam – mit einem intensiven Ausdruck)

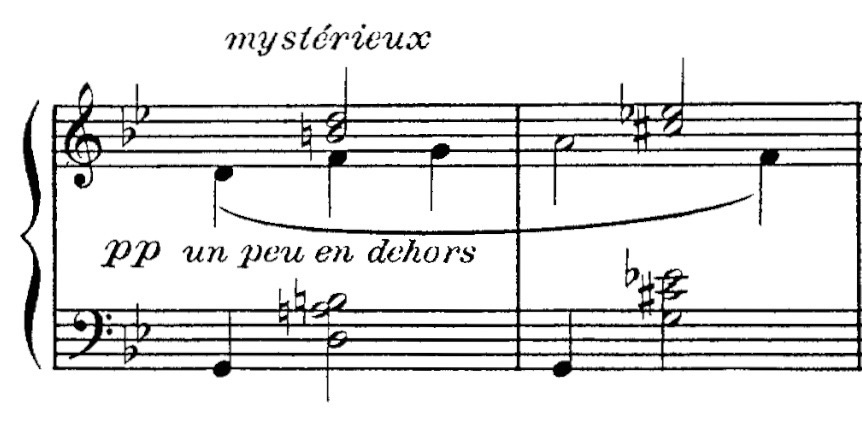
Walzer II (melodisches Hauptthema)

Der zweite Walzer ist geprägt von einer fast berauschend ruhigen Atmosphäre. Während im ersten Walzer noch rasche Wechsel der Dynamik auftreten, zeichnet sich Walzer II durch eine durchweg entspannte Stimmung aus, die nur im Finale ins forte ausschweift. Das Stück besteht aus drei Themen, die sich zu der Form A-B-A-C zusammensetzen lassen.
Ungewöhnlich für Ravel ist hier vor allem die ausdrückliche Anweisung rubato. Anders als bei einigen Komponisten der Romantik ist hier allerdings ein rubato gemeint, das noch immer überschaubar ist und gewissermaßen einen Rahmen hat. Ravel macht diese Absicht deutlich, indem er das rubato durch kurze Vorschlagsnoten (Acciaccatura) ausschreibt.
Die Hauptschwierigkeit des Stückes liegt darin, eine ruhige und mysteriöse Atmosphäre zu schaffen und gleichzeitig die exotischen Harmonien auch im pianissimo „atmen“ zu lassen.

### 3. Modéré, e-Moll

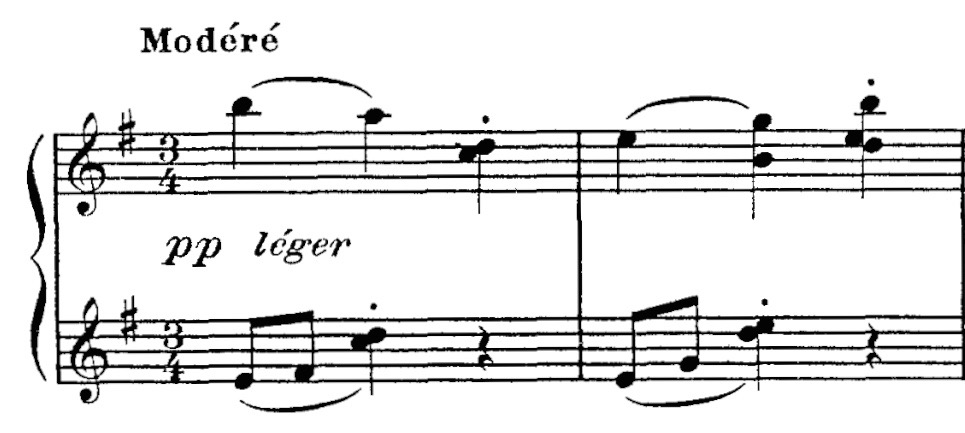
Walzer III (Hauptthema)

Der dritte Walzer basiert auf mit einem schlichten, verspielten Hauptthema, das während des gesamten Stückes variiert wird. Ähnlich wie beim ersten Walzer wird durch die staccato-Bezeichnung des dritten Schlags eine für Wiener Walzer untypische Rhythmik geschaffen.
Beim dritten Walzer muss ständig der dritte Schlag isoliert werden und das meistens in gemäßigter Lautstärke. Dafür bedarf es vor allem eines sicheren Umgangs mit den Pedalen.

### 4. Assez animé, C-Dur (franz.:Ziemlich belebt)

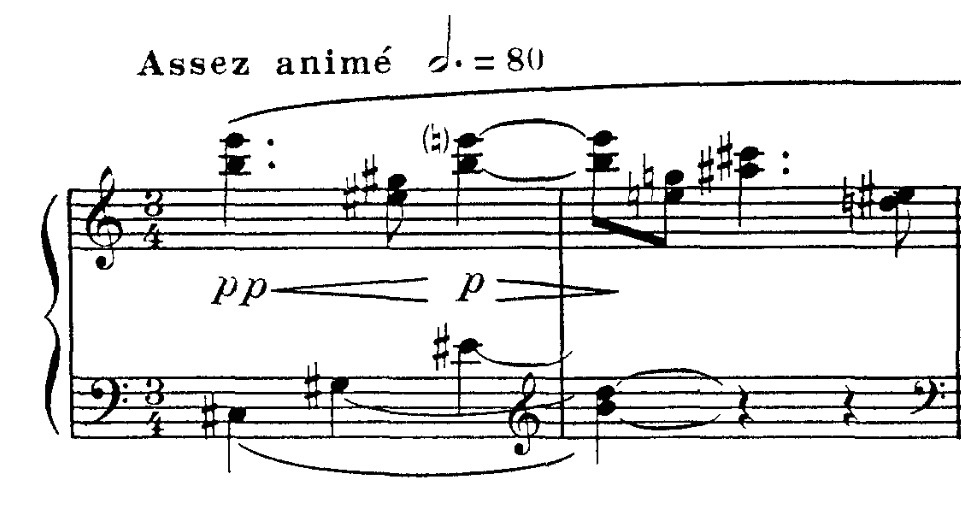
Walzer IV (Hauptthema)

Der vierte Walzer hat einen belebten Charakter und ist von ungewöhnlichen Harmonien geprägt. Das Hauptthema wird auch hier in verschiedenen Formen durchgängig angewendet.
Die Schwierigkeit des Walzers liegt in einer flüssigen und belebten Darbietung der teils sehr engen Akkordwechsel. Hier muss die rechte Hand schnell und ständig die Position um wenige Tasten ändern, was eine gewisse Feinmotorik verlangt.

### 5. Presque lent – dans un sentiment intime, E-Dur (franz.:Beinahe langsam – in einem intimen Gefühl)

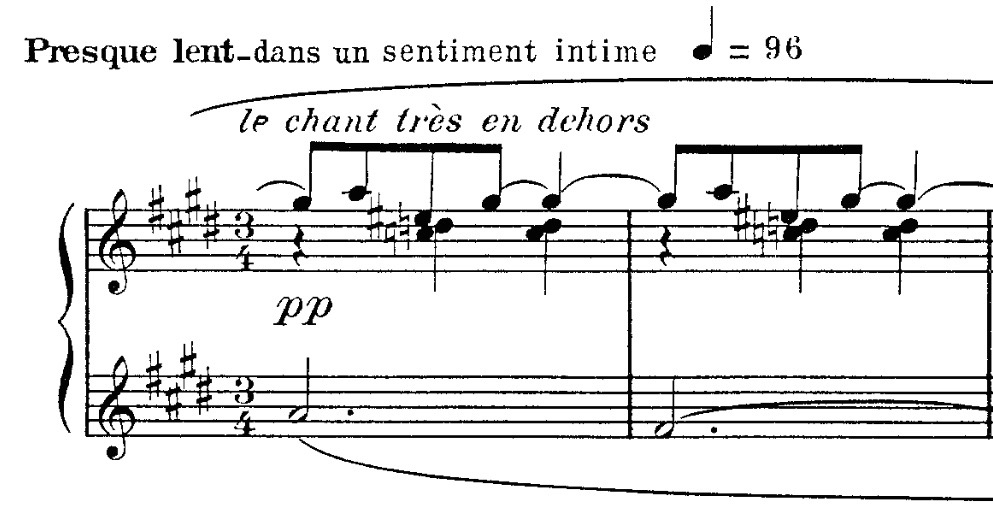
Walzer V (Hauptthema)

Wie schon beim Walzer II ist hier eine Einordnung als Valse sentimentale naheliegend. Der fünfte Walzer präsentiert erneut mysteriöse und farbenreiche Harmonien, die von einem ruhigen Tempo getragen werden.
Nach eigenen Aussagen wollte Ravel mit diesem Stück einen Walzer nach dem Vorbild Schuberts schaffen.
Somit ist bei einer Darbietung des fünften Walzers besonders zu beachten, dass die obere Stimme durchgehend gehalten und singend hervorgehoben wird. Angesichts der zum Teil ungewöhnlichen Akkorde, kann dies einen unbequemen Fingersatz zur Folge haben.

### 6. Vif, C-Dur (franz.:Lebendig)

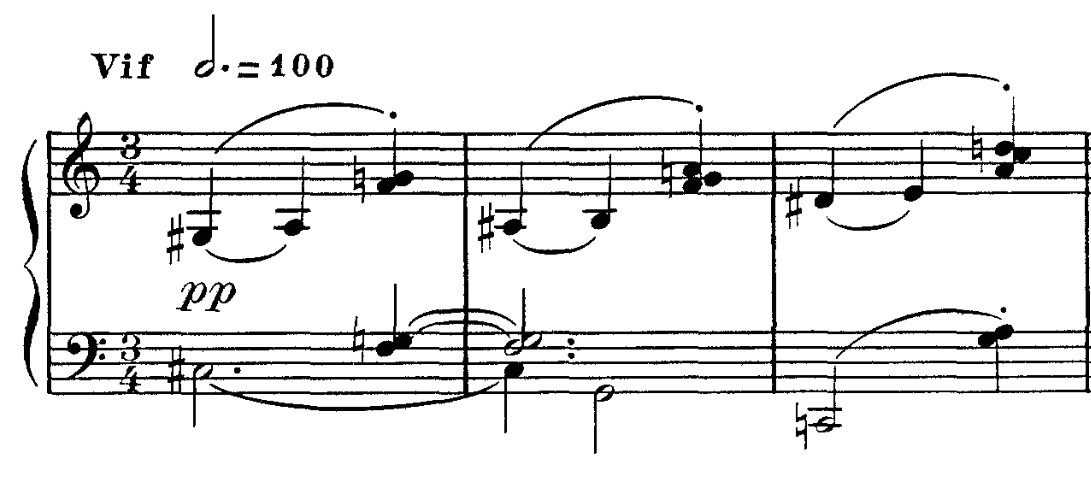
Walzer VI (Hauptthema)

Der kurze sechste Walzer zeichnet sich durch gewagte Dissonanzen und plötzliche Tempo-Änderungen aus. Er besteht aus einem Hauptthema, das unterschiedliche Variationen erfährt.
Walzer VI wirft vor allem in der Rhythmik Probleme auf. Ständige Wechsel von legato, staccato und arpeggierten Akkorden fördern die schwingende Dynamik des Werkes. Hinzu kommen schnelle, weite Sprünge mit der linken Hand.

### 7. Moins vif, A-Dur (franz.:Weniger lebendig)

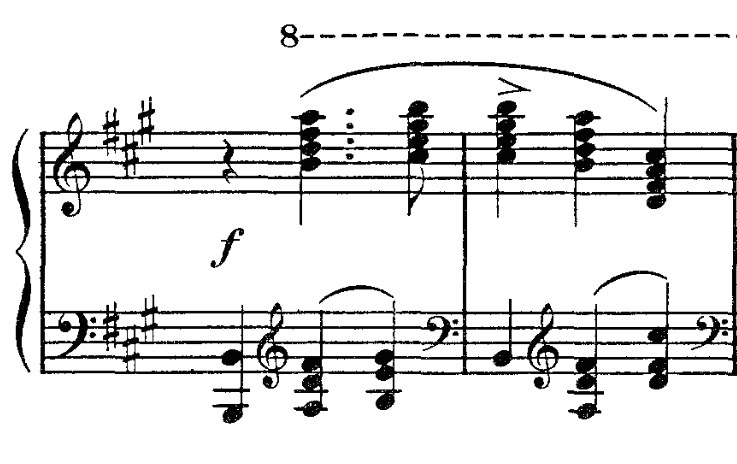
Walzer VII (Hauptthema)

Beim siebten Walzer handelt es sich um den textlich längsten der Suite. Er verarbeitet die bisher größte Bandbreite an Motiven und nimmt auch vom technischen Schwierigkeitsgrad her eine Sonderstellung ein. Von allen Walzern hielt Ravel den siebten für den charaktervollsten.
Eine Struktur von A-B-A ist deutlich zu erkennen. Der Walzer beginnt mit einer Erwähnung des voranstehenden Walzers VI. Langsam entwickelt sich das eigenständige Thema im pianissimo.
Dieses wird bald danach von der linken Hand als gereiftes Hauptthema, noch immer im pianissimo, vorgestellt. Nach einem großen crescendo wird schließlich ein kraftvoller Höhepunkt im fortissimo erreicht. Es folgt ein belebter, fließender Mittelteil. Dieser ist besonders durch beißende Dissonanzen durch die linke Hand gekennzeichnet. Das Stück schließt mit einer absoluten Wiederholung des ersten Teils.
Die großen Sprünge beider Hände bei hoher Geschwindigkeit verlangen vom Pianisten eine sichere Koordination. Andere Probleme stellen die Gestaltung der Dynamik und weite Griffe dar.

### 8. Épilogue: Lent, e-Moll

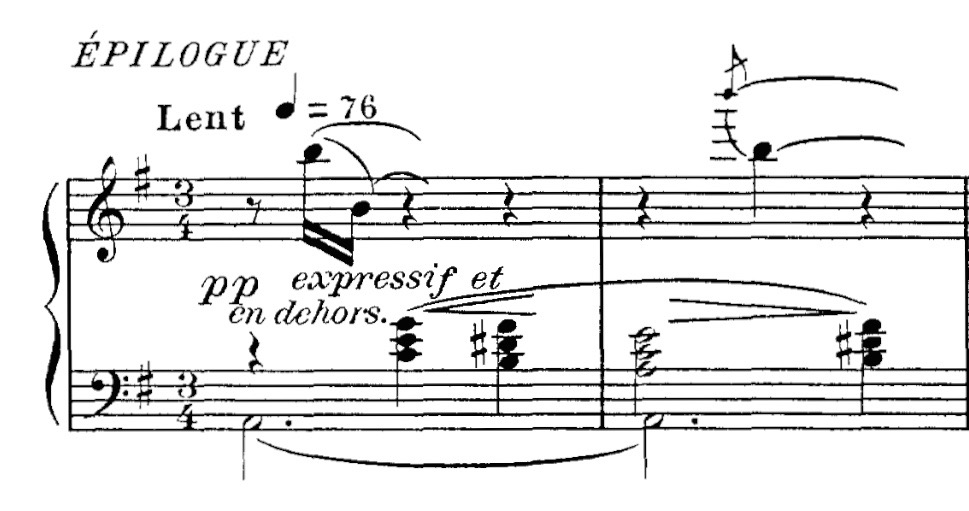
Epilog (Hauptthema)

Der Epilog präsentiert gleich zu Beginn ein dunkles, schlichtes Hauptthema, das durchgängig in verschiedenen Tonarten wiederkehrt.
Darauf werden ständig Motive der vorherigen Walzer aufgegriffen, die schließlich wieder im melancholischen Thema des Epilogs münden. Allein Walzer V findet keine Erwähnung.
Die Schwierigkeit des Epilogs liegt besonders darin, die abwechslungsreichen Themen der vorherigen Walzer im schwermütigen Hauptthema elegant einzuhüllen. Teilweise ist es nur mit dem Sostenuto-Pedal möglich, den Anweisungen Ravels völlig gerecht zu werden.

## Bedeutung im Gesamtwerk
Eine Vielzahl von Musikern aus Ravels Bekanntenkreis schreiben der Suite eine Sonderstellung im Hauptwerk des Komponisten zu.
Der Musikkritiker und Ravel-Biograph Alexis Roland-Manuel ordnet die Valses nobles et sentimentales, neben den Trois poèmes de Stéphane Mallarmé (erschienen 1913) und dem Klaviertrio in a-Moll (1914), als das Meisterwerk im Œuvre des Komponisten ein. Roland-Manuel führt aus, dass sich Ravel mit der Suite eine Harmoniepalette erschaffen hatte, die für sämtliche seiner folgenden Werke bedeutend sein sollte.
Gleich zwei Pianisten, die Ravels gesamtes Klavierwerk persönlich mit dem Komponisten einstudierten, verbinden mit der Walzer-Suite besonders prägende Erinnerungen.
Nach Aussagen Vlado Perlemuters war der Komponist bei keinem anderen seiner Werke mit derartiger Leidenschaft bemüht, eine korrekte Interpretation des Textes zu vermitteln.
Von einer ähnlichen Erfahrung berichtet die französische Pianistin Henriette Faure (1904–1985). Für sie wurde, nach eigener Aussage, das Vorspiel der Valses nobles et sentimentales durch die pedantischen Anweisungen Ravels zu einer zweieinhalb-stündigen Folter.
Die Valses gehören zu den wenigen Klavierwerken, die Ravel, der selbst ein passabler Pianist war, vollständig über Welte-Mignon eingespielt hat. 

## Einspielungen
Zahlreiche große Pianisten des 20. Jahrhunderts nahmen die Valses nobles et sentimentales in ihr Repertoire auf. Besondere Erwähnung verdienen folgende Aufnahmen:
- Martha Argerich – 1975 – Deutsche Grammophon.
- Arturo Benedetti Michelangeli – 1952 (live) – Praga Digitals.
- Vlado Perlemuter – 1973 – Nimbus Records.
- Maurice Ravel – 1913 (Welte-Mignon) – Laser Light.
- Swjatoslaw Richter – 1954 (live) – Parnassus Records.
- Arthur Rubinstein – 1963 – RCA Red Seal.

## Orchesterfassung
Im Jahr 1912 legte Ravel eine orchestrale Version für Ballett vor. Betitelt wurde sie mit Adélaïde, ou le langage des fleurs (franz.: Adélaïde, oder die Sprache der Blumen). Die Handlung erzählt die Geschichte einer jungen Pariserin im Jahre 1820, die von verschiedenen Männern umworben wird. Die zentralen Emotionen wie Hoffnung, Liebe und Ablehnung werden dabei durch den Einsatz verschiedener Pflanzen symbolisiert.
Für das Orchester sah Ravel folgende Besetzung vor: Flöte (2), Oboe (2), Englischhorn, Klarinette (2, in B und A), Fagott (2), Horn (4, in F), Trompete (2), Posaune (3), Tuba, Pauke, Tamburin, Becken, kleine Trommel, große Trommel, Glockenspiel, Triangel, Celesta, Harfe (2) und Streichinstrumente.